# Heptathela jianganensis
Heptathela jianganensis is een spinnensoort uit de familie Liphistiidae. De soort komt voor in China.